# ابر تصادم/قصاب
"ابر تصادم"/"قصاب"(به انگلیسی: "Supercollider" / "The Butcher") نام تک اهنگی از گروه آلترنیتیو راک بریتانیایی ردیوهد است که در سال ۲۰۱۱ و به صورت دیسک ۱۲ اینچ وینیلی و برای روز ضبط ضبط و منتشر شد.
"ابر تصادم" اولین بار در سال ۲۰۰۸ در قصر مالهاید دوبلین اجرا شد. آهنگ خیلی سریع در دیگر اجراهای گروه و تام یورک تا زمان انتشار رسمی آهنگ اجرا شد."قصاب" در دوره ضبط پادشاه شاخه‌ها ضبط شده بود و قرار بود که یکی از آهنگ‌های آلبوم باشد اما به دلیل کمبود وقت از آلبوم حذف شد.
"ابرتصادم" طولانی‌ترین قطعه ضبط شده توسط گروه است که با ۳۸ ثانیه زمان بیشتر جلوتر از پارانوید اندروید قرار گرفته است.

## فهرست آهنگ‌ها
۱. "ابرتصادم" - ۷:۰۲
۲. "قصاب" - ۴:۳۵